# Luka (canción)

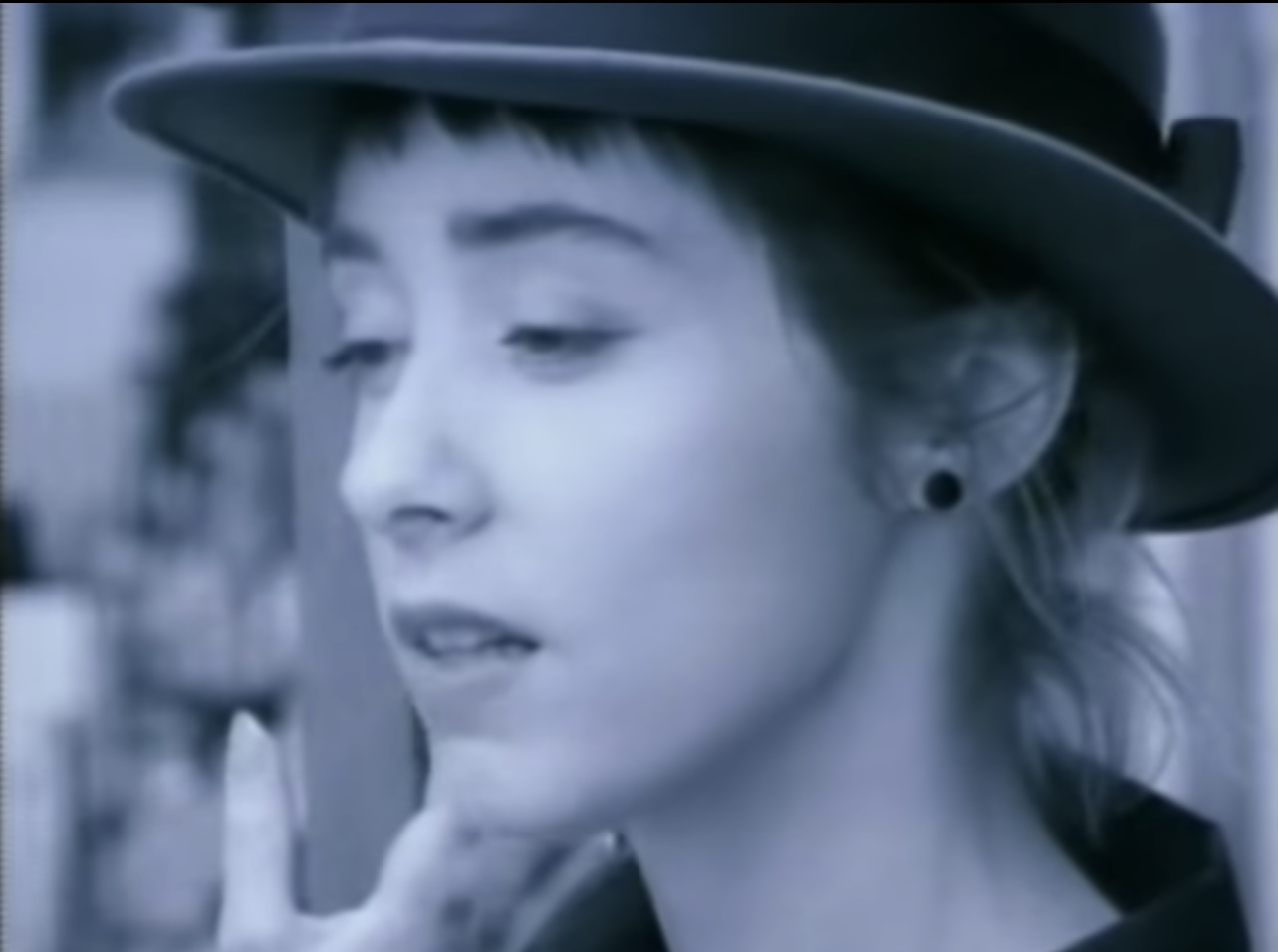
Fotograma del videoclip de “Luka”, de Suzanne Vega

«Luka» es una canción grabada por Suzanne Vega y publicada como sencillo en 1987. Ha sido su éxito más vendido en los Estados Unidos alcanzando el número 3 en la Billboard Hot 100. Esta canción fue una de las primeras en tratar el tema del abuso infantil y la violencia doméstica.

## Composición
La letra de “Luka” está narrada por un niño o niña (el nombre es ambiguo a nivel de género, en el original en lengua inglesa) que interpela al oyente a no meterse en sus asuntos, al tiempo que da a entender que es maltratado por sus padres. La crudeza de la situación que describe contrasta con el tono luminoso, a nivel melódico y rítmico, de la canción: está compuesta en acordes mayores y con un tempo rápido, de 125 bpm.
Aunque no es la primera canción de éxito que trató el tema del abuso infantil, que ya había sido abordado por Pat Benatar en “Hell Is For The Children” (de su álbum Crimes of Passion, 1980), la originalidad del enfoque de Suzanne Vega consistió en convertir a la víctima en el hablante de la letra, en el contexto de una conversación cotidiana, evitando el tono declamatorio o de denuncia para lograr una sensación de realismo psicológico. En palabras de la autora, «no es una canción sobre un problema, es una canción sobre un niño».
Vega grabó una versión de la canción en español en el estudio, la cual figura en el sencillo. El niño que aparece en el videoclip como el personaje del título, Luka, es el actor Jason Cerbone, que ha realizado diferentes papeles, incluyendo uno en The Sopranos.
La versión sueca, con letra de Keith Almgren, también llamada "Luka" fue grabada por Bennys en el álbum "När tankarna kommer" (1988).

### Videoclip
El tema Luka vino acompañado de un videoclip promocional dirigido por los realizadores Michael Patterson y Candice Reckinge, grabado en la ciudad de Nueva York a lo largo de tres días. El papel de Luka fue interpretado por el actor estadounidense Jason Cerbone, quien posteriormente se haría famoso en la pequeña pantalla gracias a su participación en la serie Los Soprano.

### Listas de éxitos
| Lista (1987)                                 | Posición más alta |
| -------------------------------------------- | ----------------- |
| UK Singles Chart[cita requerida]             | 23                |
| U.S. Billboard Hot 100                       | 3                 |
| U.S. Billboard Hot Adult Contemporary Tracks | 3                 |
| U.S. Billboard Hot Mainstream Rock Tracks    | 15                |
| U.S. Billboard Hot Latin Tracks              | 48                |
| Austrian Singles Chart                       | 9                 |
| Australian ARIA Singles Chart                | 21                |
| French SNEP Singles Chart                    | 24                |
| Swedish Singles Chart                        | 2                 |
| New Zealand Singles Chart                    | 8                 |
| Polish Singles Chart                         | 1                 |
| Ireland Singles Chart                        | 11                |
| Canadian Singles Chart                       | 5                 |

## Cultura popular
- La canción fue versionada por The Lemonheads en su álbum Lick de 1989.
- El músico irlandés Luka Bloom tomó el primer nombre de su nombre artístico del título de la canción.
- El grupo indie británico Easyworld versionó la canción en la cara B de su sencillo "'Til the day" de 2004.
- Homer Simpson canta esta canción mientras conduce el coche deportivo de Snake en el episodio "Realty Bites" de la novena temporada de Los Simpson.
- En el episodio "Late Show" de Space Ghost Coast to Coast, Space Ghost le dice a Janeane Garofalo que él es el epónimo Luka.
- En la serie de Scrubs se hace referencia a esta canción, en el episodio "My Therapeutic Month".
- En 1988 Paola Turci grabó la traducción al italiano de la canción, titulada "Mi chiamo Luca" (Me llamo Luka). La canción aparece en su álbum debut "Ragazza sola, ragazza blu".
- La banda japonesa The Indigo grabó una versión bossa nova de la canción en su álbum "My Fair Melodies 2" de 2004.
- En el webcómic Penny Arcade, los personajes Gabe y Tycho se refieren a su vecino Charles como "Luka" porque el "vive en el segundo piso", "vive encima [de ellos]", y "[le han] visto antes".
- Se hace referencia a la canción en el segundo episodio, "Re-Enter The Dragon", de la serie televisiva Action! de 1999. El personaje principal, el productor cinematográfico Peter Dragon (Jay Mohr), irrumpe en el apartamento de la señorita de compañía Wendy Ward (Illeana Douglas) mientras ella está con un "cliente" disfrazado de criada francesa. A pesar de llevar una máscara de cuero, Dragon reconoce en el cliente de Ward a un ejecutivo de Disney. Cuando Dragon afirma: "Conozco tu voz. Eres Lloyd Bellweather de Disney," el hombre contesta: "No, no lo soy."  Dragon persiste: "Sí lo eres.  Lloyd, ¿me tomas el pelo?  Soy Peter Dragon." Cuando el hombre le replica: "Mi nombre es André", Dragon le contesta sarcásticamente: "¿André? Y mi nombre es Luka. Vivo en el segundo piso."
- La cantante y compositora uruguaya Martina Gadea, versionó la canción en el año 2009.
- La cantante española Cristina del Valle (componente de Amistades Peligrosas) interpretó la versión en castellano en el disco benéfico a favor de las mujeres maltratadas Hay que volver a empezar, editado en 2001.
- La canción fue grabada en su versión en castellano por José Riaza en su álbum Retales de mis noches tristes de 2019.
- El 28 de septiembre de 2019 Julieta Venegas (cantante, músico y compositora mexicana reconocida a nivel mundial) interpretó Luka durante un concierto en Argentina.
- El cantante y compositor argentino Edu Schmidt (ex Árbol) versionó la canción en español en el disco de La 100 vivo! 2.ª Edición (1.ª Parte) en 2012.